# Wadlew
Wadlew [pronunciación en polaco: /ˈvadlɛf/] (en alemán: 1943-45 Wadlau) es un pueblo ubicado en el distrito administrativo de Gmina Drużbice, dentro del Distrito de Bełchatów, Voivodato de Łódź, en Polonia central. Se encuentra aproximadamente a 6 kilómetros al norte de Drużbice, a 17 kilómetros al norte de Bełchatów, y a 30 kilómetros al sur de la capital regional Łódź.
El pueblo tiene una población de 470 habitantes.